# Sistema de transporte pneumático

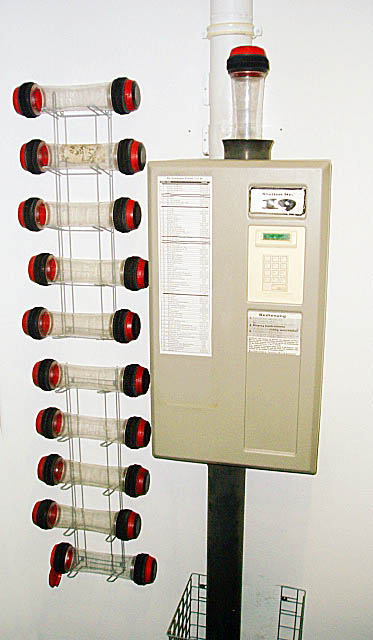
Terminal de um sistema de transporte pneumático. À esquerda do terminal, as cápsulas que devem ser introduzidas na tubulação e enviadas. No alto do terminal, vê-se uma cápsula parcialmente introduzida. O cesto que aparece parcialmente na parte inferior da foto destina-se a receber as cápsulas que chegam.

Os  sistemas de transporte pneumático, também chamados tubulações de cápsulas ou tubulações de Lamson, constituem-se de uma rede de tubos pelos quais recipientes cilíndricos (cápsulas) são propulsionados por ar comprimido ou por vácuo. Esses sistemas são utilizados para transportar pequenos objetos, diferentemente da maioria das tubulações, que conduzem gases ou fluidos.
As redes de transporte pneumático foram muito importantes no final do século XIX e no início do século XX para empresas que necessitavam transportar pacotes pequenos, para entrega urgente (ex.: correio), cobrindo distâncias relativamente curtas (entre prédios próximos, por exemplo). Alguns desses sistemas atingiram um elevado índice de complexidade, mas foram substituídos por outros métodos de comunicação e transportes, e tornaram-se bastante raros.
Houve poucos sistemas de transporte pneumáticos de grande porte, para cargas maiores, para competir com os transportes ferroviários e subterrâneos.

## Serviço postal

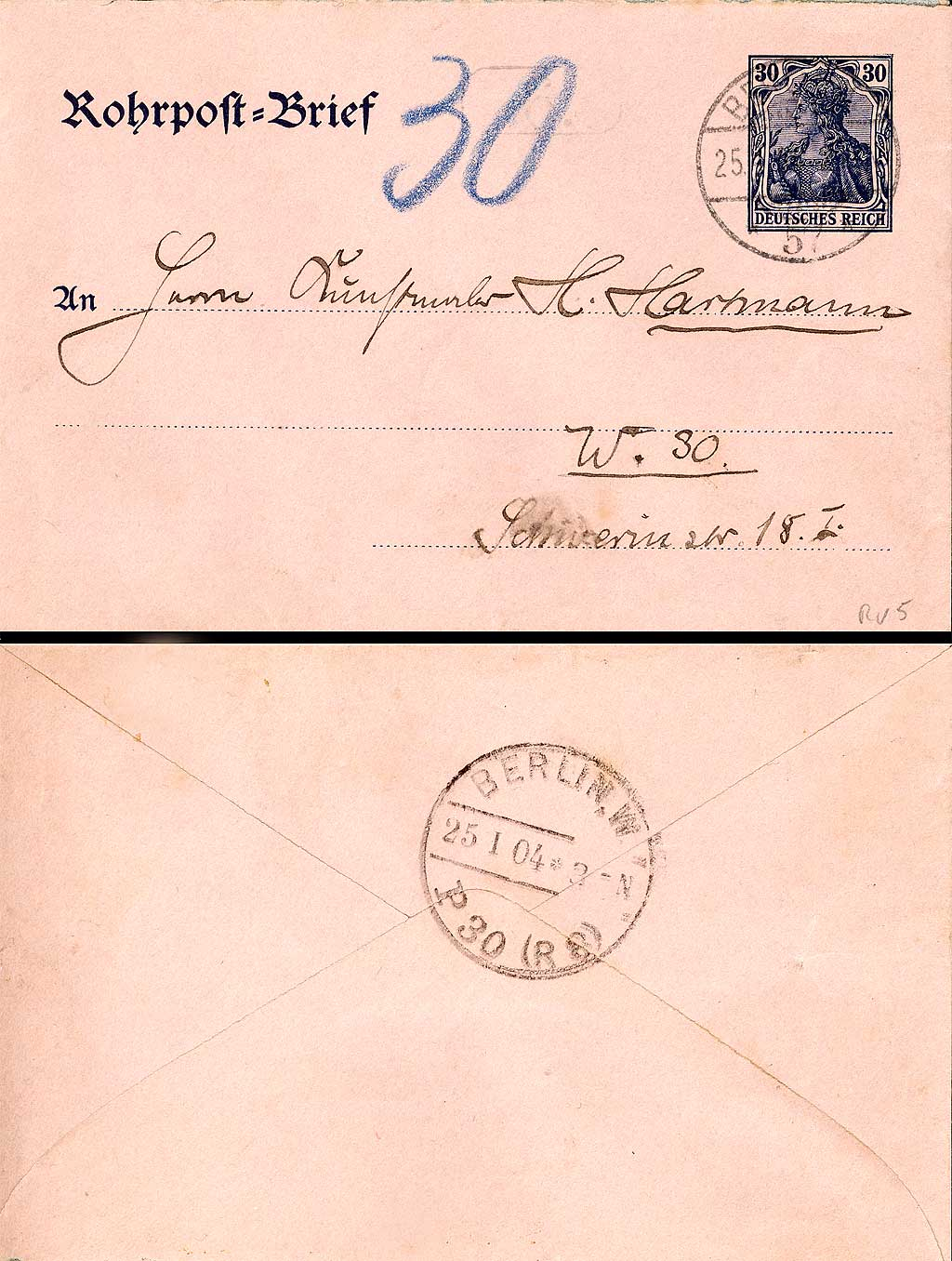
Carta enviada por tubos pneumáticos desde Berlim, Alemanha, 1902.

O correio pneumático é um sistema de envio de cartas por meio de tubos de ar pressurizado. Foi criado pelo engenheiro escocês William Murdoch, na primeira década do século XIX, e foi mais tarde aperfeiçoado pela London Pneumatic Dispatch Company. Os sistemas de correio pneumático foram usados em grandes cidades a partir da segunda metade do século XIX (incluindo um poderoso sistema em Londres ,projetado em 1866, para transportar seres humanos), mas foram abandonados durante o século XX.
Também se pensou em um sistema de transporte por tubos pneumático para levar correspondência a qualquer lugar nos Estados Unidos. A maior rede de tubos, a de Paris, foi usada até 1984, quando foi abandonada em favor de computadores e máquinas de fax. Em Praga  ainda há uma rede de tubos de transporte pneumático com cerca de 60 km de extensão, para envio de pacotes de correio. Com as inundações da Europa de 2002, o sistema de Praga sofreu sérios danos, e as operações foram suspensas.
As estações para uso postal usualmente ligavam escritórios dos correios, bolsas de valores, bancos e ministérios. A Itália foi o único país a colocar em circulação, entre 1913 e 1966, selos postais específicos para correio pneumático, enquanto que a Áustria, a França e a Alemanha o fizeram para cartões postais.

## Transporte público
O transporte pneumático em geral se refere ao transporte de pessoas dentro de tubos pneumáticos. Em 1812, George Medhurst propôs por primeira vez, mas nunca aplicou, a ideia de "soprar" veículos de passageiros através de um túnel.
Os ditos “trens atmosféricos”, nos quais um tubo foi colocado entre os trilhos com um pistão correndo suspenso ao trem por meio de uma ranhura de fechamento hermético, foram operados como se segue: * 1844-54: Trem atmosférico de Dalkey da ferrovia entre Dublin e Kingstown, entre Kingstown (Dún Laoghaire) e Dalkey, Irlanda (1,75 milhas),
- 1846-47: Trem de Londres e Croydon entre Croydon e New Cross, Londres, Inglaterra (7,7 milhas)
- 1847-48: Trem de South Devon de Isambard Kingdom Brunel entre Exeter e Newton Abbot, Inglaterra (20 milhas).
- 1847-60: Trem de Paris-Saint-Germain entre Bois de Vésinet  e Saint-Germain-en-Laye, França (2 milhas)

Em 1861, a  Pneumatic Despatch Company construiu um sistema suficientemente grande para movimentar uma pessoa, embora a intenção era para transportar pacotes. Em 10 de outubro de 1865, a inauguração da nova estação de Holborn se tornou conhecida por terem sido transportados em um tubo até Euston, numa viagem de cinco minutos, o Duque de Buckingham, o presidente e alguns diretores da companhia.
O trem pneumático de Crystal Palace com 550 metros de vias foi mostrado no The Crystal Palace em 1864. Tratava-se num protótipo para um projeto de uma ferrovia pneumática em Whitehall que deveria ter passado sob o rio Tâmisa que interliga  Waterloo e Charing Cross. A escavação iniciou em 1865, mas foi suspensa em 1868 por problemas financeiros.

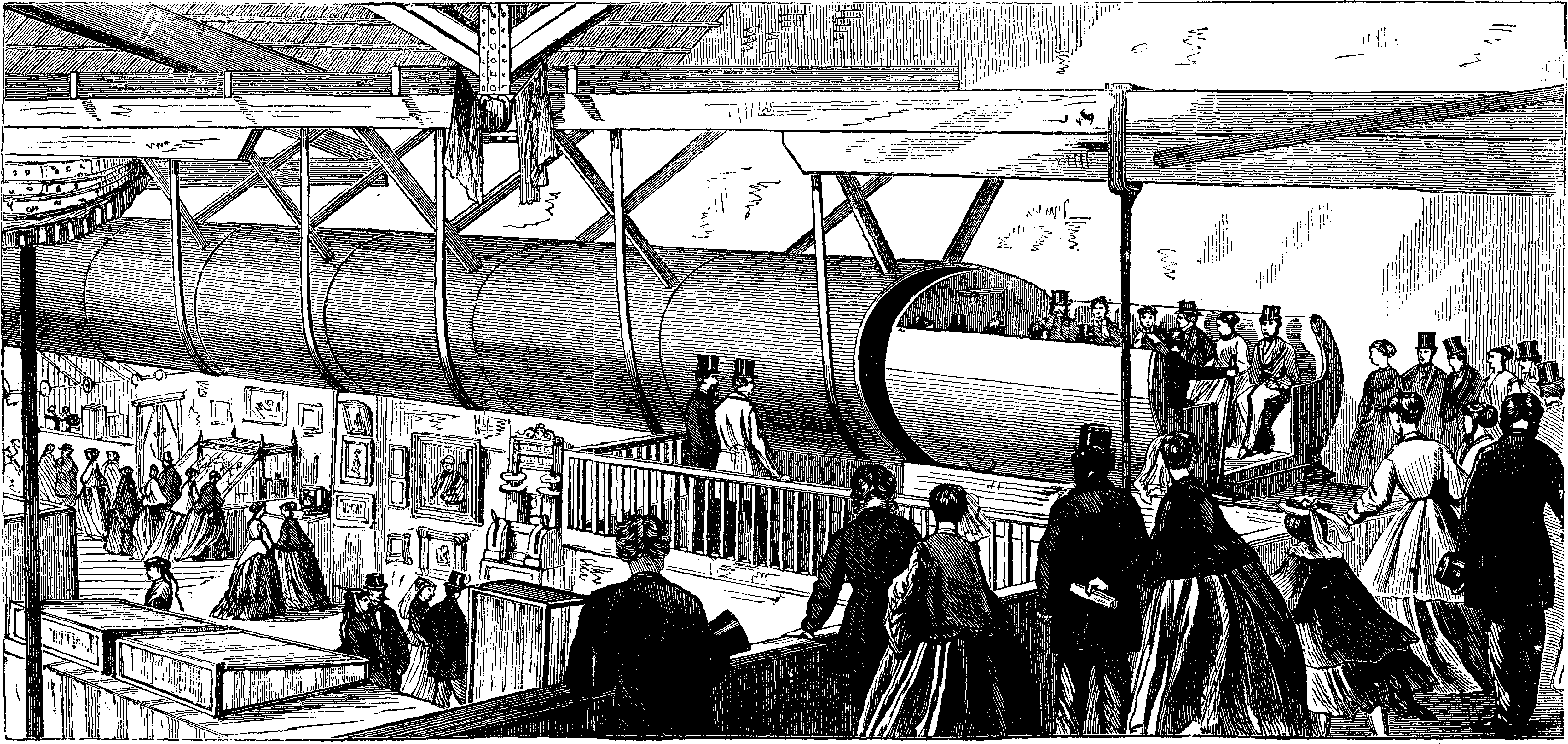
Metrô elevado pneumático experimental de Alfred Ely Beach funcionando em 1867.

Em 1867, na “American Institute Fair” de Nova Iorque, Alfred Ely Beach expôs uma tubulação de  32,6 metros de comprimento e 1,8 metros de diâmetro que podia transportar 12 passageiros junto com o condutor. Em 1869, a Beach Pneumatic Transit Company de Nova Iorque construiu em segredo uma linha pneumática subterrânea de 95 metros de extensão e 2,7 metros de diâmetro sob a Broadway, qual funcionou por poucos meses e foi fechada logo que Beach teve negada a permissão para estendê-la.
Na década de 1960, Lockheed e o MIT junto com o Departamento de Comércio dos Estados Unidos realizaram estudos de viabilidade de um sistema denominado  Vactrain, a ser impulsionado pela pressão atmosférica ambiente e um "pêndulo gravitacional assistente" para conectar cidades da Costa Leste dos Estados Unidos. Calcularam que sua velocidade média da viagem entre Filadélfia e Nova Iorque seria de  174 metros por segundo, ou seja de  626 km/h. Esses estudos foram abandonados em razão do alto custo do sistema. Assim, o engenheiro LK Edwards  da Lockheed fundou a 'Tube Transit, Inc.' para desenvolver uma tecnologia com base no "transporte por gravidade-vácuo". Em 1967 propôs um chamada Sistema de  Trânsito Gravidade Vácuo para Área da Baía (Bay Área) na Califórnia que correria ao  lado do sistema então em construção do Metrô de São Francisco. Tal transporte pneumático nunca foi construído.

### Uso histórico
- 1853: ligando a Bolsa de Londres à  estação de telégrafo da cidade (distância de 200 metros).
- 1865: em Berlim (até 1976), o Rohrpost, um sistema de 400 km de extensão quando de seu auge em 1940..
- 1866: em Paris (até 1984, 467 km, máximo desde 1934).
- 1875: em Viena (até 1956).
- 1887: em Praga (até 2002, desativado devido a uma inundação.[3] Ver correio pneumático de Praga * 1897: em Nova Iorque (até 1953)

## Aplicações atuais

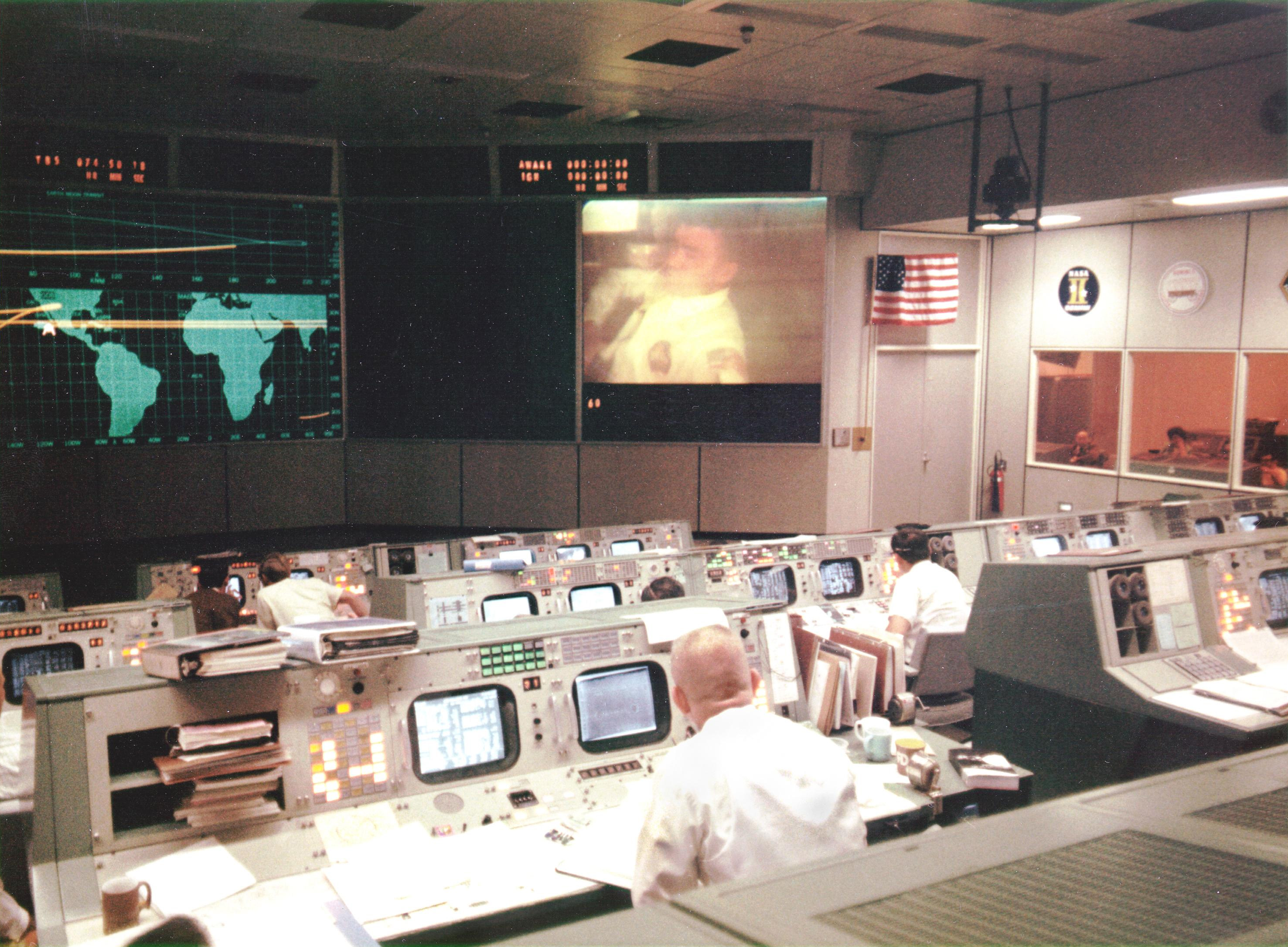
O “Centro de Controle das Missões Espaciais da NASA” durante a missão Apollo 13.

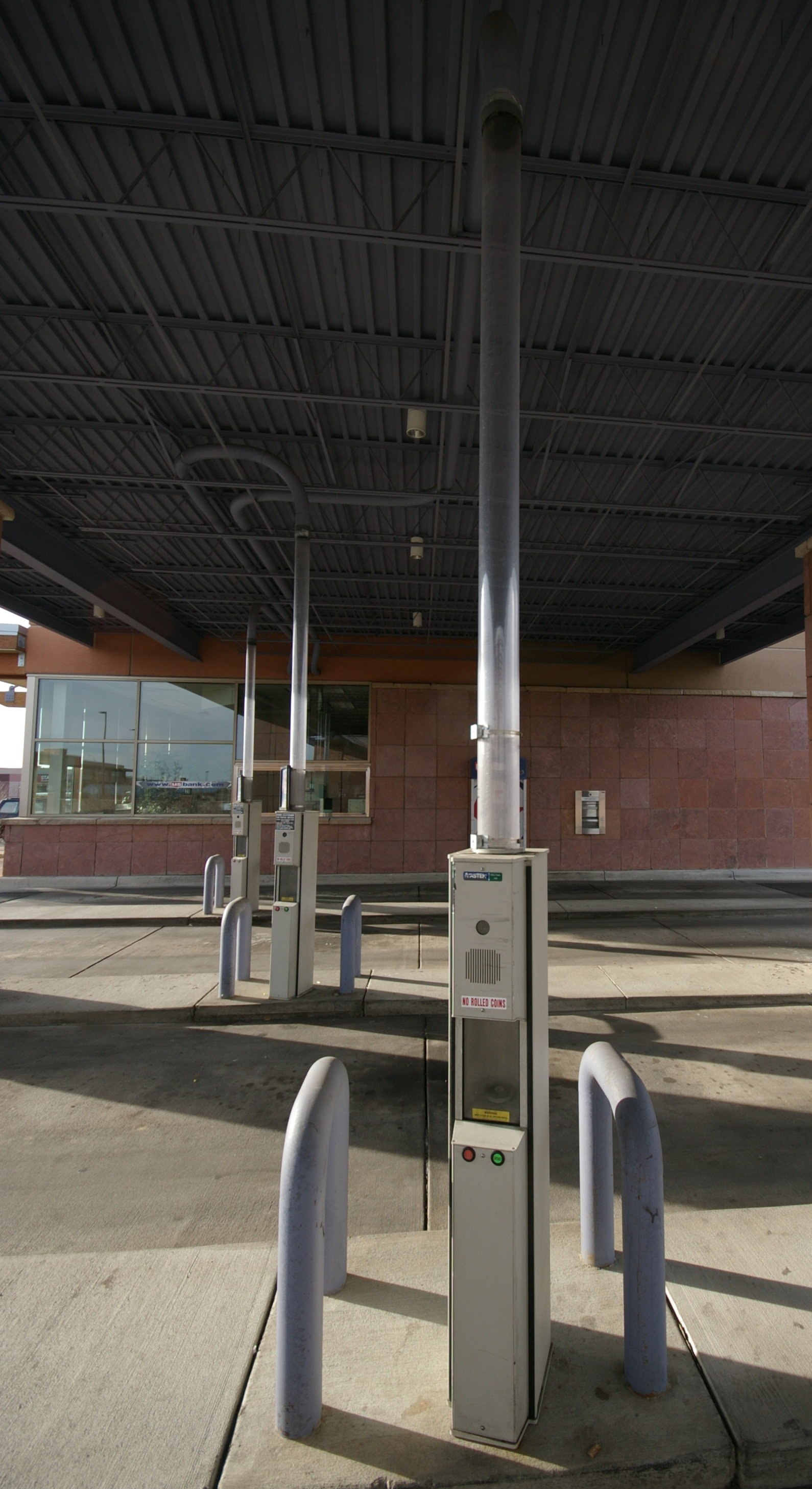
Tubos pneumáticos utilizados em um banco drive through.

Essa tecnologia continua a ser utilizada, mas em pequena escala. Embora o seu uso para enviar e receber informações tenha sido completamente superado pelos sistemas eletrônicos, os tubos pneumáticos ainda são amplamente usados para o transporte rápido de pequenos objetos ou de valores em curtas distâncias.
As  aplicações atualmente existentes  encontram-se basicamente nos bancos e nos hospitais. Os bancos drive through usam tubos pneumáticos para transportar dinheiro e documentos entre os veículos e os caixas. Hospitais utilizam sistemas pneumáticos para transportar medicamentos, documentos ou amostras, entre laboratórios e postos de enfermagem. No século XIX, o sistema podia enviar objetos a uma velocidade de 10 metros por segundo (36 km/hora). Atualmente, a velocidade da cápsula geralmente varia entre, aproximadamente,  4 e 15 metros por segundo, a depender não só da aplicação mas também do diâmetro da tubulação, do peso da cápsula e da quantidade de cápsulas que trafegam na tubulação em um determinado período de tempo. A velocidade da cápsula está diretamente ligada ao volume de ar disponibilizado por minuto, pelo compressor, na tubulação. Em sistemas com grande volume de tráfego, o equipamento pode ser dotado de um compressor para alta velocidade mas também possuir um dispositivo de redução da velocidade, para o transporte de materiais sensíveis. (Indústria Brasileira de Correio Pneumático BestCharger)

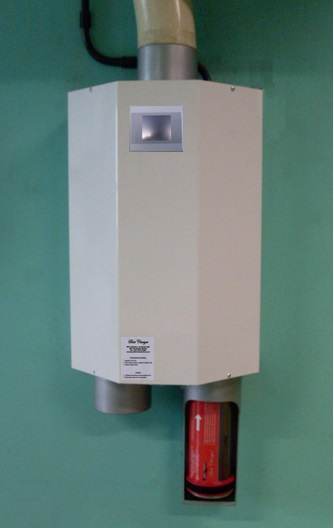
Cabine autom 3001 b

Grandes varejistas também utilizam os tubos pneumáticos para o transporte de cheques e outros documentos dos caixas para os escritórios de contabilidade.
Grandes armazéns de mercadorias usam tais sistemas para transportar de forma mais segura grandes quantidades de dinheiro, desde as caixas registradoras até os escritórios de controle.
Também há fábricas que usam tubos pneumáticos para distribuir peças em parques industriais de maior porte. O Centro de Controle das Missões Espaciais original da NASA em Houston, Texas, tinha tubulações pneumáticas conectando os consoles com as salas de pessoal de apoio. No Aeroporto Internacional de Denver é notável a grande quantidade de sistemas dessa natureza, incluindo um sistema de 10  polegadas de diâmetro para transportar partes de aeronaves a locais mais distantes, um de 4 polegadas de diâmetro para venda de passagens da United Airlines e mais um no estacionamento para pagamento de pedágio.
Na Austrália, Reino Unido e outros países, os tubos pneumáticos são usados entre supermercados de uma mesma rede para enviar mensagens, documentos ou mesmo dinheiro.
Na Grã-Bretanha, a Câmara dos Comuns tem também seu sistema de transporte pneumático.

## Ficção
Quando essas tubulações passaram a ser utilizadas, no século XIX, previa-se que seriam muito comuns no futuro. Tais sistemas foram abordados em vários livros de ficção:
- Paris au XXe siècle (1863) de Julio Verne (tubos transoceânicos).
- The Twentieth Century (1882) de Albert Robida (Paris de 1950).
- Looking Backward (1888) de Edward Bellamy (transporte de mercadoria no ano 2000).
- "Un Express de L'Avenir" (1888), de Michel Verne (Metrô pneumático transoceânico).
- "La Journée d'un journaliste américain en 2889" (1889) de Michel e Julio Verne ( tubos submarinos de transporte).
- 1984 de George Orwell (1949) (tubos do “Minstério da Verdade”).
- Gulf de Robert A. Heinlein (1949) (serviços postais por tubos pneumáticos).
- Brazil (filme) de 1985,  algo como “1984”
- A ilha da Fantasia série de televisão de 1978 a 1984
- The Jetsons – série de desenhos animados de 1962 e 63.
- Futurama - série de desenhos animados de 1999 a 2003 (no século XXXI, transporte de pessoas)
- Lost (série de televisão), início 2001 (na Estação Dharma).
- Slaughterhouse-Five Or, The Children's Crusade, a Duty-Dance with Death – livro de Kurt Vonnegut